# Логинов, Николай Алексеевич
Николай Алексеевич Логинов (3 декабря 1900, д. Воронино, Тверская губерния, Российская империя — 1967) — советский партийный и государственный деятель, первый секретарь Тамбовского обкома ВКП(б) (1940—1942).

## Биография
Родился в крестьянской семье, русский. В 1909 году семья переехала в Санкт-Петербург. Учился в городском училище, потом работал на Путиловском заводе. В начале 1918 добровольно вступил в Красную Армию. Окончил Петроградские кавалерийские курсы командного состава.
В 1919 году командовал эскадроном в 1-й кавалерийской дивизии на Южном фронте. Командовал полком 8-й дивизии Червонного казачества. Был тяжело ранен в грудь.
В 1925–1929 годах военный советник в Монголии. В 1929 году демобилизовался, долго находился на излечении.
В 1931–1935 годах работал в Московском Совете профсоюзов, учился на вечернем отделении Промышленной академии.
В 1937–1940 годах – второй секретарь Курского областного комитета ВКП(б).
С 16 марта 1940 до июня 1942 годах – первый секретарь Тамбовского областного комитета ВКП(б). В 1941 году председатель Тамбовского городского комитета обороны.
В 1943–1944 годах уполномоченный Государственного Комитета Обороны СССР в Ленинграде.
С 1944 г. — первый секретарь Ростокинского районного комитета ВКП(б), первый секретарь Щербаковского районного комитета ВКП(б) в Москве.

## Награды и звания
- Награждён орденами Красного Знамени и Отечественной войны 1-й степени.
- Почетный гражданин Тамбовской области (звание присвоено постановлением Тамбовской областной думы от 30.06.2010 № 1855 за выдающиеся заслуги в руководстве областью в период с марта 1940 по июнь 1942 года.[1]).